# جنگ ایران و عثمانی (۱۷۷۶–۱۷۷۵)
جنگ ایران و عثمانی ۱۷۷۵–۱۷۷۶ در دوران فرمانروایی کریم‌خان زند بین ایران و امپراتوری عثمانی روی داد. در این جنگ، ایرانیان به رهبری کریم خان و برادرش صادق خان زند به جنوب عراق حمله کردند و پس از محاصره بصره به مدت یک سال، موفق به فتح شهر شدند. عثمانیان که در وضعیتی نبودند تا بتوانند برای پس گرفتن شهر نیرو ارسال کنند، از نیروهای مملوک عراق درخواست کمک کردند. سلطان عبدالحمید یکم، سلیمان الجلالی را برای بازپس‌گیری شهر مأمور کرد، اما او این دستور سلطان عثمانی را نادیده گرفت و در عوض، تاجران را مجبور کرد تا روابط تجاری خود با بصره را متوقف کنند. به هر صورت، شهر تا زمان مرگ کریم‌خان زند و حمله سلیمان آقا به شهر، در اختیار ایرانیان باقی ماند و در سال ۱۷۷۹ دوباره تحت کنترل عثمانی درآمد.